# 民主主義革命における社会民主党の二つの戦術
『民主主義革命における社会民主党の二つの戦術』（ロシア語: Две тактики социал-демократии в демократической революции）は、1905年7月に刊行されたウラジーミル・レーニンの著作。1905年のロシア第一革命に際し、社会民主労働党の戦術として「プロレタリアートと農民の革命的民主主義的独裁」を提示した（労農民主独裁論）。 
日本語版は大月書店刊で国民文庫から発行された他、同社の「レーニン10巻選集」第3巻にも収録されている。

## 背景
1905年1月9日、ペテルブルクでツァーリ（ロシア皇帝ニコライ2世）に対する請願行動を行った群衆に対し、軍隊が一斉射撃を浴びせるという事件が起こった（血の日曜日）。抗議のストライキがロシア全土に広がった。 
社会民主主義者たちはこの事態を革命の始まりと見なし、革命の性格と取るべき戦術について論争を開始した。 
パルヴスは、「血の日曜日」事件の直後にトロツキーのパンフレット『1月9日以前』への序文を書き、「ロシアで革命的な体制転覆をなし遂げうるのは労働者だけである。ロシアの革命的臨時政府は労働者民主主義の政府であろう。社会民主党がロシア・プロレタリアートの革命運動の先頭に立つならば、この政府は社会民主主義的な政府となるであろう」という展望を示した。これは当面するロシア革命をブルジョアジーが遂行するブルジョア革命と考える伝統的な考え方と決別するものだった。トロツキーは3月17日付けの『イスクラ』第93号に掲載された「政治的書簡」でパルヴスに同調した。 
レーニンは、パルヴスの主張に原則として同意しながらも、「ロシアのプロレタリアートは、いまは、ロシアの住民のうちでは少数である」と指摘し、プロレタリアートが単独で権力をとる見込みを否定した。そして「プロレタリアートと農民の革命的民主主義的独裁」というスローガンを提示した。 
一方、メンシェヴィキの主流派は伝統的な考え方を維持した。マルトィノフは「われわれが臨時政府に参加しても、革命的措置がより容易になることはないだろう。それどころか、それは、革命となんの共通性もないような措置を実行することをわれわれに余儀なくさせるだろう」と指摘し、ブルジョア革命において社会民主党は急進的野党にとどまるべきだと主張した。 
論争と並行して、ボリシェヴィキは4月に第三回党大会を招集し、レーニンが起草した決議「臨時革命政府について」を採択した。メンシェヴィキはボリシェヴィキの大会を不法なものとみなし、対抗して第一回全ロシア党活動家協議会を開催して、「権力の獲得と臨時政府への参加について」という決議を採択した。 
ボリシェヴィキの大会とメンシェヴィキの協議会を受け、両者で採択された決議を比較しつつボリシェヴィキの決議を擁護する目的で書かれたのが『民主主義革命における社会民主党の二つの戦術』である。

## 決議
ボリシェヴィキとメンシェヴィキの決議は、どちらも『二つの戦術』に全文引用されている。 

### 臨時革命政府についての決議（ボリシェヴィキ）
（一）プロレタリアートの直接の利益も、社会主義の終局目標めざすプロレタリアートの闘争の利益も、できるだけ完全な政治的自由を要求しており、したがって、専制的統治形態を民主的共和制にかえることを要求している。 
（二）ロシアにおける民主的共和制の実現は、勝利した人民蜂起の結果としてのみ可能である。この人民蜂起の機関が臨時革命政府であり、これのみが選挙前煽動の完全な自由を保障することができ、また秘密投票による普通・平等・直接の選挙権にもとづいて、人民の意志を真に表明する憲法制定議会を召集することができる。 
（三）ロシアにおけるこの民主主義的変革は、ロシアの現在の社会経済制度のもとでは、ブルジョアジーの支配をよわめずに、これをつよめるであろうし、ブルジョアジーは、ある瞬間には、なにものにも躊躇することなく、ロシアのプロレタリアートから革命期の獲得物のできるだけ多くの部分をうばいとろうと、かならず試みるであろう。 
以上の点を考慮して、ロシア社会民主労働党第三回大会は、つぎのように決定する。 
（イ）革命のもっとも予想される経過についての、また、革命のある瞬間に臨時革命政府が必然的に出現し、プロレタリアートはこの政府にたいしてわれわれの綱領（最小限綱領）の当面の政治的および経済的諸要求のすべてを実現するように要求するであろうことについての、具体的な観念を、労働者階級のあいだにひろめることが必要である。 
（ロ）力関係、その他あらかじめ正確に規定できない要因のいかんによっては、すべての反革命的企図と容赦なく闘争し、労働者階級の独自の利益をまもるために、わが党の全権代表が臨時革命政府に参加することは、ゆるされる。 
（ハ）このような参加の必要条件としては、党がその全権代表を厳重に統制すること、完全な社会主義的変革をめざし、そのかぎりですべてのブルジョア政党に非妥協的に敵対する社会民主党の独立性をたゆみなくまもることがあげられる。 
（ニ）臨時革命政府に社会民主党が参加することが可能かどうかにはかかわりなく、革命の獲得物をまもり、うちかため、拡大するために、社会民主党に指導される武装したプロレタリアートが臨時革命政府にたえず圧力をくわえる必要があるという思想を、プロレタリアートのもっとも広範な諸層のあいだに宣伝すべきである。 

### 権力の獲得と臨時政府への参加についての決議（メンシェヴィキ）
ツァーリズムにたいする革命の決定的勝利は、勝利した人民蜂起のなかから出現した臨時革命政府の樹立に現れるか、あるいは、なんらかの代議機関が人民の直接の革命的圧力のもとに全人民的憲法制定議会を組織することを決定して革命的イニシアティヴをとるということに現れるか、そのどちらでもありうる。 
いずれのばあいにも、このような勝利は、革命期の新しい段階の発端となるであろう。 
社会発展の客観的条件がこの新しい段階にたいして自然発生的に提起する任務は、政治的に解放されたブルジョア社会の諸要素が、自分の社会的利益を実現し、権力を直接掌握するためにたがいに闘争する過程で身分制的君主政体全体を最後的に一掃することである。 
だから、歴史的性格からみればブルジョア革命であるこの革命の諸任務を実現する仕事を引きうける臨時政府も、解放されつつある国民のなかの相対立する階級相互の闘争を規制することによって、革命的発展を前進させるだけでなく、資本主義制度の基礎をおびやかすような、革命的発展の諸要因とも闘争しなければならないであろう。 
このような条件のもとでは、社会民主党は、革命を前進させる可能性をもっともよく党に保障するような、ブルジョア諸政党の不徹底な利己的な政策と闘争するさいに党の手をしばることのないような、またブルジョア民主主義派に党が解消するのを防止するような立場を、革命の全期間にわたって維持するよう、つとめなければならない。 
だから、社会民主党は、臨時政府内で権力を奪取したり、分有することを目標とすべきではなく、最左翼の革命的反政府党にとどまらなければならない。 
もちろん、この戦術は、もっぱら蜂起の波及と政府の解体とを促進するために、あれこれの都市または地帯で、部分的に、挿話的に、権力を奪取し、もろもろの革命的コミューンをつくるのが、適切であるばあいのあることを、けっして排除するものでない。 
ただ一つのばあいにだけーーすなわち、社会主義を実現する諸条件がすでにある程度成熟している西ヨーロッパの先進諸国に革命が飛火するばあいにだけーー社会民主党は、権力をにぎり、できるだけ長く権力をその手に維持することに、みずからすすんで努力を注がなければならないであろう。このばあいには、ロシア革命のかぎられた歴史的限界をいちじるしく押しひろげることができ、社会主義的改革の道にすすむ可能性が現れるであろう。 
革命の全期間をつうじて社会民主党が、革命の過程で次々に交替する政府のすべてにたいして、最左翼の革命的反政府党の地位を保つことを意図した戦術をたてることによって、社会民主党は、その権力を利用するーー自党の手に政府権力がはいってくるならーーことにたいしても、もっともよく準備をととのえることができる。 

## 概要
現在の革命的時機に日程にのぼっているのは、全人民的憲法制定議会を召集する問題である。三つの政治的流派が見られる。ツァーリ政府は、その議会が全人民的なものに、また憲法を制定する議会になるのを絶対に認めるつもりはない。革命的プロレタリアートは、社会民主党の指導を受けているかぎりでは、権力を憲法制定議会に完全に移すことを要求し、そのために普通選挙権を求め、扇動の完全な自由を求めるだけでなく、さらにツァーリ政府を即時打倒しこれを臨時革命政府にかえようと努力している。最後に、いわゆる「立憲民主党」の指導者たちの口をつうじて自分たちの希望を表明している自由主義的ブルジョアジーは、ツァーリと革命的人民とのできるだけ平穏な取引を、しかも彼らブルジョアジーには最大の権力が与えられ、革命的人民、すなわちプロレタリアートと農民には最小の権力しか与えられないような取引を、求めている。 
協議会の決議は、臨時革命政府の樹立と憲法制定会議の招集を同列に置いている。後者は革命の決定的勝利とは言えない。臨時革命政府が実現するべき民主的共和制についても述べていない。これは君主主義的ブルジョアジーの民主主義的スローガンと一致している。 
新イスクラ派は、臨時革命政府への参加はすべてプロレタリアートにたいする裏切りだとして原則的に非難する無政府主義と、蜂起に社会民主党が指導的影響をおよぼすことを条件として臨時革命政府への参加を要求するマルクス主義とのあいだを、動揺している。彼らは、ブルジョア革命に参加したいと思っている。彼らは、人民蜂起を指導することに同意さえしている。ただし、それは、勝利の直後にその成果をそっくりブルジョアジーにさしあげるためである。「最左翼の反政府党」という概念は、議会闘争にしか、しかも、だれも「決定的勝利」を直接の闘争目標としていない時機の議会闘争にしか、あてはまらない。 
マルクス主義は、プロレタリアに、ブルジョア革命から遠ざかれとも、これに参加するなとも、その指導権をブルジョアジーに与えよとも、教えていない。反対に、マルクス主義は、ブルジョア革命にもっとも精力的に参加せよ、徹底したプロレタリア民主主義のために、革命を最後まで遂行するために、断固としてたたかえ、と教えている。われわれは、ロシア革命のブルジョア民主主義的な枠から飛びだすことができないが、この枠を大いに押しひろげることはできる。われわれは、この枠のなかで、プロレタリアートの利益のため、その直接の必要のため、また将来の完全な勝利にそなえてプロレタリアートの勢力を訓練する条件をつくるために、たたかうことができるし、またたたかわなければならない。 
「ツァーリズムにたいする決定的勝利」とは、プロレタリアートと農民の革命的民主主義的独裁である。それは、独裁でしかありえない。なぜなら、プロレタリアートと農民にただちに、ぜひとも必要な改革は、地主からも、大ブルジョアからも、ツァーリズムからも死にものぐるいの抵抗を呼びおこすからである。独裁なしには、この抵抗を粉砕することも、反革命的企図を撃退することもできない。しかし、それは、もちろん社会主義的独裁ではなく民主主義的独裁であろう。この独裁は、資本主義の基礎に手をふれることはできないだろう。それは、いちばんうまくいったばあいには、農民の利益になるように土地財産を根本的に再分配し、共和制をもふくめて徹底した完全な民主主義を実行し、農村生活からだけでなく工場生活からもいっさいのアジア的・債務奴隷的なものを根こそぎにし、労働者の状態のいちじるしい改善と彼らの生活水準の向上との礎をおき、革命の火事をヨーロッパに飛び火させることができるだろう。

## 革命と論争の展開
第一革命は1905年10月に最高潮に達する。労働者によるゼネラル・ストライキがひろがり、労働者代表ソヴィエトが出現した。10月17日、ツァーリは市民的自由と国会開設を約束する十月詔書を発布した。 
自由主義ブルジョアジーが詔書に満足したのに対し、社会民主主義者は闘争を継続した。ブルジョアジーによるブルジョア革命というメンシェヴィキ主流派の考え方は現実に合わなくなった。メンシェヴィキの合法新聞として創刊された『ナチャーロ』はパルヴスとトロツキーによってリードされることになった。一方、強力な農民政党が現れないため、ボリシェヴィキの側でもレーニンの労農民主独裁論から逸脱した主張が現れた。ボリシェヴィキの『ノーヴァヤ・ジーズニ』には、大規模な生産部門の社会化が不可避だ、というルナチャルスキーの論文が掲載された。しかしソヴィエトは11月から12月にかけて弾圧を受けて壊滅し、12月のモスクワでの武装蜂起も失敗に終わった。
レーニンは10月に「われわれの任務と労働者代表ソヴェト」を書き、その中でソヴィエトを「政治的には臨時革命政府の萌芽と見るべきであろう」と評価した。「全権力をソヴェトへ」というスローガンを提示した1917年の四月テーゼにつながる認識だったが、1905年には発表されることはなかった。11月に発表された「死にかけた専制と新しい人民権力機関」では、ソヴィエトをはじめとする様々な運動体を念頭に置いて、次のように書いた。
トロツキーは1906年に『総括と展望』を書き、その中でレーニンの労農民主独裁論を批判した。「農民には独立した政治的役割を果たす能力が完全に欠けている」ため、農民はプロレタリアートによって解放される以外ない。また、「指導的勢力として政府に参加する以上、プロレタリアートの代表はまさにそのことによって、最小限綱領と最大限綱領の境界を突き崩している」ため、ブルジョア民主主義の枠内にとどまることはできない。